# Lúcio Cornélio Cina (cônsul em 32 a.C.)
Lúcio Cornélio Cina (em latim: Lucius Cornelius Cinna) foi um político gente Cornélia da República Romana nomeado cônsul sufecto em 32 a.C. com Marco Valério Messala. Provavelmente era filho de Lúcio Cornélio Cina, pretor em 44 a.C., e neto de Lúcio Cornélio Cina.

## Carreira
Serviu como questor de Públio Cornélio Dolabela e, no final de 44 a.C., na Tessália, entregou a Marco Júnio Bruto o destacamento de cavalaria que levava até a Ásia. Em 32 a.C., foi nomeado cônsul sufecto no lugar de Cneu Domício Enobarbo, que abandonou Roma para se juntar a Marco Antônio em Éfeso quando irrompeu a quarta guerra civil.
Seu filho,Cneu Cornélio Cina Magno, foi perdoado duas vezes, a primeira por ter apoiado Marco Antônio, e, novamente, por conspirar contra o imperador Augusto. Surpreendentemente, ele foi agraciado com o consulado em 5 d.C.